# Elecciones municipales del Santa de 1983
Las elecciones municipales del Santa de 1983 se llevaron a cabo el 13 de noviembre de 1983 para elegir al alcalde y al Concejo Provincial del Santa para el periodo 1984-1986. La elección se celebró simultáneamente con elecciones municipales en todo el país.

## Sistema electoral
La Municipalidad Provincial del Santa es el órgano administrativo y de gobierno de la provincia del Santa. Está compuesta por el alcalde y el Concejo Provincial.
La votación del alcalde y el concejo se realiza en base al sufragio universal, que comprende a todos los ciudadanos nacionales mayores de dieciocho años, empadronados y residentes en la provincia del Santa y en pleno goce de sus derechos políticos, así como a los ciudadanos no nacionales residentes y empadronados en la provincia del Santa.
El Concejo Provincial del Santa está compuesto por 19 regidores elegidos por sufragio directo para un período de tres (3) años, en forma conjunta con la elección del alcalde (quien lo preside). La votación es por lista cerrada y bloqueada. Se asigna a la lista ganadora los escaños según el método d'Hondt o la mitad más uno, lo que más le favorezca.

## Composición del Concejo Provincial del Santa
La siguiente tabla muestra la composición del Concejo Provincial del Santa antes de las elecciones.
| Partidos | Partidos                | Regidores |
| -------- | ----------------------- | --------- |
|          | Partido Aprista Peruano | 7         |
|          | Izquierda Unida         | 5         |
|          | Acción Popular          | 4         |
|          | Lista Independiente     | 3         |

## Partidos y candidatos
A continuación se muestra una lista de los principales partidos y alianzas electorales que participaron en las elecciones:
| Candidatura | Candidatura | Partidos y alianzas | Candidatos | Candidatos                 | Ideología                                                | Resultado previo | Resultado previo | Ref. |
| Candidatura | Candidatura | Partidos y alianzas | Candidatos | Candidatos                 | Ideología                                                | Votos (%)        | Reg.             | Ref. |
| ----------- | ----------- | --- | ---------- | -------------------------- | -------------------------------------------------------- | ---------------- | ---------------- | ---- |
|             | APRA        | Lista - Partido Aprista Peruano (APRA) |            | Julio Geldres Aguilar      | Aprismo                                                  | 35.98%           | 7                |      |
|             | IU          | Lista - Izquierda Unida (IU) – Unión de Izquierda Revolucionaria (UNIR) – Unidad Democrático Popular (UDP) – Partido Socialista Revolucionario (PSR) – Partido Comunista Revolucionario (PCR) – Partido Comunista Peruano (PCP) – Frente Obrero Campesino Estudiantil y Popular (FOCEP) |            | Sin información disponible | Marxismo-leninismo Mariateguismo Socialismo democrático  | 26.20%           | 5                |      |
|             | AP          | Lista - Acción Popular (AP) |            | Sin información disponible | Humanismo Nacionalismo cívico Reformismo                 | 22.23%           | 4                |      |
|             | PPC         | Lista - Partido Popular Cristiano (PPC) |            | Sin información disponible | Conservadurismo social Humanismo Democracia cristiana    | 1.41%            | 0                |      |
|             | MBH         | Lista - Movimiento de Bases Hayistas (MBH) |            | Sin información disponible | Socialdemocracia Conservadurismo social Antiimperialismo | Nuevo            | Nuevo            |      |
|             | PADIN       | Lista - Partido de Integración Nacional (PADIN) |            | Sin información disponible | Centrismo Socioliberalismo                               | Nuevo            | Nuevo            |      |
|             | IND         | Lista - Lista Independiente N° 3 |            | Sin información disponible | Localismo santeño                                        | Nuevo            | Nuevo            |      |

## Resultados

### Sumario general
|                        |                                         |              |              |              |           |           |
| Partidos y coaliciones | Partidos y coaliciones                  | Voto popular | Voto popular | Voto popular | Regidores | Regidores |
| Partidos y coaliciones | Partidos y coaliciones                  | Votos        | %            | ±pp          | Total     | +/−       |
|                        | Partido Aprista Peruano (APRA)          | 37,456       | 47.89        | +11.91       | 11        | +4        |
|                        | Izquierda Unida (IU)                    | 28,060       | 35.87        | +9.67        | 7         | +2        |
|                        | Acción Popular (AP)                     | 5,960        | 7.62         | –14.61       | 1         | –3        |
|                        | Lista Independiente N° 3                | 2,389        | 3.05         | Nuevo        | 0         | ±0        |
|                        | Movimiento de Bases Hayistas (MBH)      | 2,156        | 2.76         | Nuevo        | 0         | ±0        |
|                        | Partido Popular Cristiano (PPC)         | 2,134        | 2.73         | +1.32        | 0         | ±0        |
|                        | Partido de Integración Nacional (PADIN) | 64           | 0.08         | Nuevo        | 0         | ±0        |
|                        |                                         |              |              |              |           |           |
| Total                  | Total                                   | 78,219       |              |              | 19        | ±0        |
|                        |                                         |              |              |              |           |           |
| Votos válidos          | Votos válidos                           | 78,219       | 82.03        | –7.09        |           |           |
| Votos en blanco        | Votos en blanco                         | 3,480        | 3.65         | +0.34        |           |           |
| Votos nulos            | Votos nulos                             | 13,660       | 14.32        | +6.75        |           |           |
| Votos emitidos         | Votos emitidos                          | 95,359       | 74.07        | +1.68        |           |           |
| Abstenciones           | Abstenciones                            | 33,387       | 25.93        | –1.68        |           |           |
| Votantes registrados   | Votantes registrados                    | 128,746      |              |              |           |           |
|                        |                                         |              |              |              |           |           |
| Fuente:                |                                         |              |              |              |           |           |

## Elecciones municipales distritales

### Resultados por distrito
La siguiente tabla enumera el control de los distritos de la provincia del Santa. El cambio de mando de una organización política se resalta del color de ese partido.
| Distrito         | Alcalde(sa) titular     | Partido político | Partido político        | Alcalde(sa) electo(a)     | Partido político | Partido político        |
| ---------------- | ----------------------- | ---------------- | ----------------------- | ------------------------- | ---------------- | ----------------------- |
| Cáceres del Perú | Carlos Rivera Romero    |                  | Acción Popular          | Wilfredo Gambini Escudero |                  | Partido Aprista Peruano |
| Macate           | Romel Torres Escalante  |                  | Acción Popular          | Fausto Cerna Rodríguez    |                  | Partido Aprista Peruano |
| Moro             | Eduardo Torres Ángeles  |                  | Acción Popular          | Aldino Villanueva Mejía   |                  | Partido Aprista Peruano |
| Nepeña           | Mario Díaz Silva        |                  | Partido Aprista Peruano | Augusto Franklin Lazarte  |                  | Partido Aprista Peruano |
| Samanco          | Víctor Díaz Lazarte     |                  | Partido Aprista Peruano | Víctor Díaz Lazarte       |                  | Partido Aprista Peruano |
| Santa            | Alejandro Villegas Blas |                  | Partido Aprista Peruano | Jaime Sánchez Cruzado     |                  | Partido Aprista Peruano |